# Lachaussée-du-Bois-d'Écu

Lachaussée-du-Bois-d'Écu este o comună în departamentul Oise, Franța. În 1 ianuarie 2022 avea o populație de 184 de locuitori.